# U-Bahnhof Marche (Turin)
Der Bahnhof Marche ist ein unterirdischer Bahnhof der U-Bahn Turin. Er befindet sich unter dem corso Francia an der Kreuzung mit dem corso Marche.

## Geschichte
Der Bahnhof Marche wurde am 4. Februar 2006 in Betrieb genommen. Er besitzt wie alle Bahnhöfe der M1 von Beginn an Bahnsteigtüren und Decken über den Gleisen, so dass keine Zugluft auf den Bahnsteig gelangt.

## Anbindung
| Linie | Verlauf |
| ----- | --- |
|       | Fermi – Paradiso – Marche – Massaua – Pozzo Strada – Montegrappa – Rivoli – Racconigi – Bernini – Principi d’Acaia – XVIII Dicembre – Porta Susa – Vinzaglio – Re Umberto – Porta Nuova – Marconi – Nizza – Dante – Carducci-Molinette – Spezia – Lingotto – Italia 61 – Bengasi |